# Frances Wolseley
Pour les articles homonymes, voir Wolseley.
Frances Garnet Wolseley, née le 15 septembre 1872 à Londres et morte le 24 décembre 1936 à Culpepers, est une horticultrice et essayiste britannique. Elle est la fondatrice du Glynde College for Lady Gardeners, à Glynde, dans le Sussex de l'Est.

## Biographie
Frances Wolseley est née à Pimlico, à Londres, unique enfant de Sir Garnet Joseph Wolseley (1833-1913), futur baron Wolseley of Cairo et vicomte Wolseley, et de Louisa Erskine (1843-1920). Elle reçoit une éducation à domicile.

## Fondation du Glynde College for Lady Gardeners
Sa famille s’installe en 1899 à Trevor House, Glynde, où elle crée des jardins modèles et fonde, en 1902, un institut d'horticulture pour les femmes, dans un site de deux hectares, à Ragged Lands. En 1905, le collège s'installe dans un bâtiment construit à cet effet, à l'emplacement connu sous le nom de « Ragged Lands », à l'extérieur de Glynde. Le Glynde College for Lady Gardeners propose, dans la perspective de donner accès aux jeunes femmes des classes moyennes à un métier qui leur assure un revenu, une formation de haut niveau en deux ans. Le collège bénéficie de la protection de jardiniers connus, tels Gertrude Jekyll, Ellen Willmott et William Robinson (en). En novembre 1909, le magazine britannique Country Life publie un reportage sur la réalisation, par les étudiantes, du jardin dessiné par Gertrude Jekyll pour le King Edward VII Sanatorium, à Midhurst. Chrystabel Procter y étudie durant une année.
Frances Wolseley cesse en effet de s'impliquer directement dans la gestion du collège à partir de 1907, laissant la direction à une ancienne élève, Elsa More, Le collège perd une partie de sa réputation à la mort d'Elsa More, après la Première Guerre mondiale, et fonctionne jusqu'en 1933, avec plusieurs directrices.
Frances Wolseley, quant à elle, continue à promouvoir l'implication professionnelle des femmes dans l'horticulture par la publication de ses ouvrages.

## Activités éditoriales
Son ouvrage, Gardening for Women (1908), décrit la façon dont les femmes peuvent soutenir l'économie rurale par le biais de l'horticulture. Elle visite des jardins et des collèges d'horticulture en Angleterre, au Canada et en Afrique du Sud. Elle est admise dans la Vénérable Compagnie des jardiniers de Londres en 1913. Son père meurt la même année, et elle hérite de son titre en l'absence d'autres héritiers, devenant la vicomtesse Wolseley. Elle s'installe ensuite à Massetts Place, près de Lindfield, dans le Sussex de l'Ouest, avec sa mère.
Son livre le plus connu est Women on the Land publié en 1916. Dans cet ouvrage, elle fait des propositions et des constats sur la façon dont peuvent s'organiser les petites exploitations et des coopératives, et les instituts de formation pour femmes ainsi que les programmes d'études de jardinage. Dans In a College Garden (1916), elle décrit le travail mené à Glynde, et dans Gardens, their Form and Design (1919), elle envisage des questions en lien avec le paysagisme, discipline qui n'apparaît qu'une décennie plus tard. Elle s'installe en 1920 à Culpepers, Ardingly, West Sussex. Ses écrits ultérieurs concernent essentiellement l'histoire locale.
Frances Wolseley meurt le 24 décembre 1936 à Culpepers. Elle est enterrée à St Andrew's, Beddingham, East Sussex. Elle lègue ses livres et ses archives à la municipalité de Hove, avec une somme qui permet de développer la bibliothèque municipale et d'aménager une salle Wolseley. En 1939, Marjory Pegram édite une biographie décrivant son travail, intitulé The Wolseley Heritage: the Story of Frances Viscountess Wolseley and her Parents.

## Publications
- Gardening for Women, 1908
- In a college Garden, 1916, 302 p.  (ISBN 978-1290990141)
- Women on the land, 1916, 324 p.  (ISBN 978-1313469487)
- Gardens, their Form and Design, 312 p.  (ISBN 978-1313474641)
- Some of the smaller Manor Houses of Sussex, 1925